# Rumunia na Letnich Igrzyskach Olimpijskich 1968
Rumunię na Letnich Igrzyskach Olimpijskich 1968 w Meksyku reprezentowało 82 zawodników, w tym 16 kobiet w 9 dyscyplinach. Najstarszym zawodnikiem był Ion Dumitrescu (43 lata), a najmłodszym była Anca Andreiu (17 lat).

## Zdobyte medale
| Medal  | Zawodnik                                                                   | Dyscyplina sportowa | Konkurencja             |
| ------ | -------------------------------------------------------------------------- | ------------------- | ----------------------- |
| Złoto  | Ivan Patzaichin Serghei Covaliov                                           | Kajakarstwo         | C-2 1000 m              |
| Złoto  | Lia Manoliu                                                                | Lekkoatletyka       | rzut dyskiem            |
| Złoto  | Viorica Viscopoleanu                                                       | Lekkoatletyka       | skok w dal              |
| Złoto  | Ion Drîmbă                                                                 | Szermierka          | floret indywidualnie    |
| Srebro | Anton Calenic Haralambie Ivanov Dimitrie Ivanov Mihai Țurcaș               | Kajakarstwo         | K-4 1000 m              |
| Srebro | Ion Monea                                                                  | Boks                | waga półciężka          |
| Srebro | Ion Baciu                                                                  | zapasy              | waga kogucia            |
| Srebro | Ileana Silai                                                               | Lekkoatletyka       | Bieg na 800 m           |
| Srebro | Mihaela Peneș                                                              | Lekkoatletyka       | rzut oszczepem          |
| Srebro | Marcel Roșca                                                               | Strzelectwo         | pistolet szybkostrzelny |
| Brąz   | Calistrat Cuțov                                                            | Boks                | waga lekka              |
| Brąz   | Ana Derșidan-Ene-Pascu Olga Szabó-Orbán Ecaterina Stahl-Iencic Maria Vicol | Szermierka          | floret zespołowo        |
| Brąz   | Viorica Dumitru                                                            | Kajakarstwo         | K-1 500 m               |
| Brąz   | Simion Popescu                                                             | zapasy              | waga piórkowa           |
| Brąz   | Nicolae Martinescu                                                         | zapasy              | waga półciężka          |

## Wyniki

### Boks
- Ion Alexe
- Constantin Ciucă
- Ion Covaci
- Calistrat Cuțov
- Nicolae Gîju
- Ion Monea
- Aurel Simion
- Antoniu Vasile
- Victor Zilberman

### Kajakarstwo
Mężczyźni
- Anton Calenic
- Andrei Conțolenco
- Serghei Covaliov
- Dimitrie Ivanov
- Haralambie Ivanov
- Ivan Patzaichin
- Atanasie Sciotnic
- Aurel Vernescu
- Mihai Țurcaș

Kobiety
- Viorica Dumitru
- Valentina Serghei

### Kolarstwo
- Emil Rusu

### Lekkoatletyka
Mężczyźni
- Leonida Caraiosifoglu
- Șerban Ciochină
- Csaba Dosa

Kobiety
- Virginia Bonci
- Valeria Bufanu-Ștefănescu
- Olimpia Cataramă
- Lia Manoliu
- Mihaela Peneș
- Cornelia Popescu
- Ileana Silai
- Viorica Viscopoleanu

### Pływanie
Mężczyźni
- Ladislau Koszta

Kobiety
- Anca Andreiu

### Strzelectwo
- Virgil Atanasiu
- Neagu Bratu
- Ion Dumitrescu
- Marin Ferecatu
- Gheorghe Florescu
- Lucian Giușcă
- Ștefan Kaban
- Ion Olărescu
- Nicolae Rotaru
- Marcel Roșca
- Gheorghe Sencovici
- Petre Șandor

### Szermierka
Mężczyźni
- Ionel Drîmbă
- Iuliu Falb
- Ștefan Haukler
- Tănase Mureșanu
- Mihai Țiu

Kobiety
- Ana Derșidan-Ene-Pascu
- Ileana Gyulai-Drîmbă-Jenei
- Olga Szabó-Orbán
- Ecaterina Stahl-Iencic
- Maria Vicol

### Wioślarstwo
- Alexandru Aposteanu
- Reinhold Batschi
- Petre Ceapura
- Anton Chirlacopschi
- Pavel Cichi
- Dumitru Ivanov
- Ladislau Lovrenschi
- Gheorghe Moldoveanu
- Francisc Papp
- Octavian Pavelescu
- Eugen Petrache
- Emanoil Stratan
- Ștefan Tarasov
- Ștefan Tudor

### Zapasy
- Ion Baciu
- Francisc Balla
- Constantin Bușoiu
- Petre Coman
- Nicolae Cristea
- Ion Enache
- Nicolae Martinescu
- Nicolae Neguț
- Simion Popescu
- Gheorghe Stoiciu
- Ștefan Stîngu
- Ion Țăranu